# Marc Kirschner

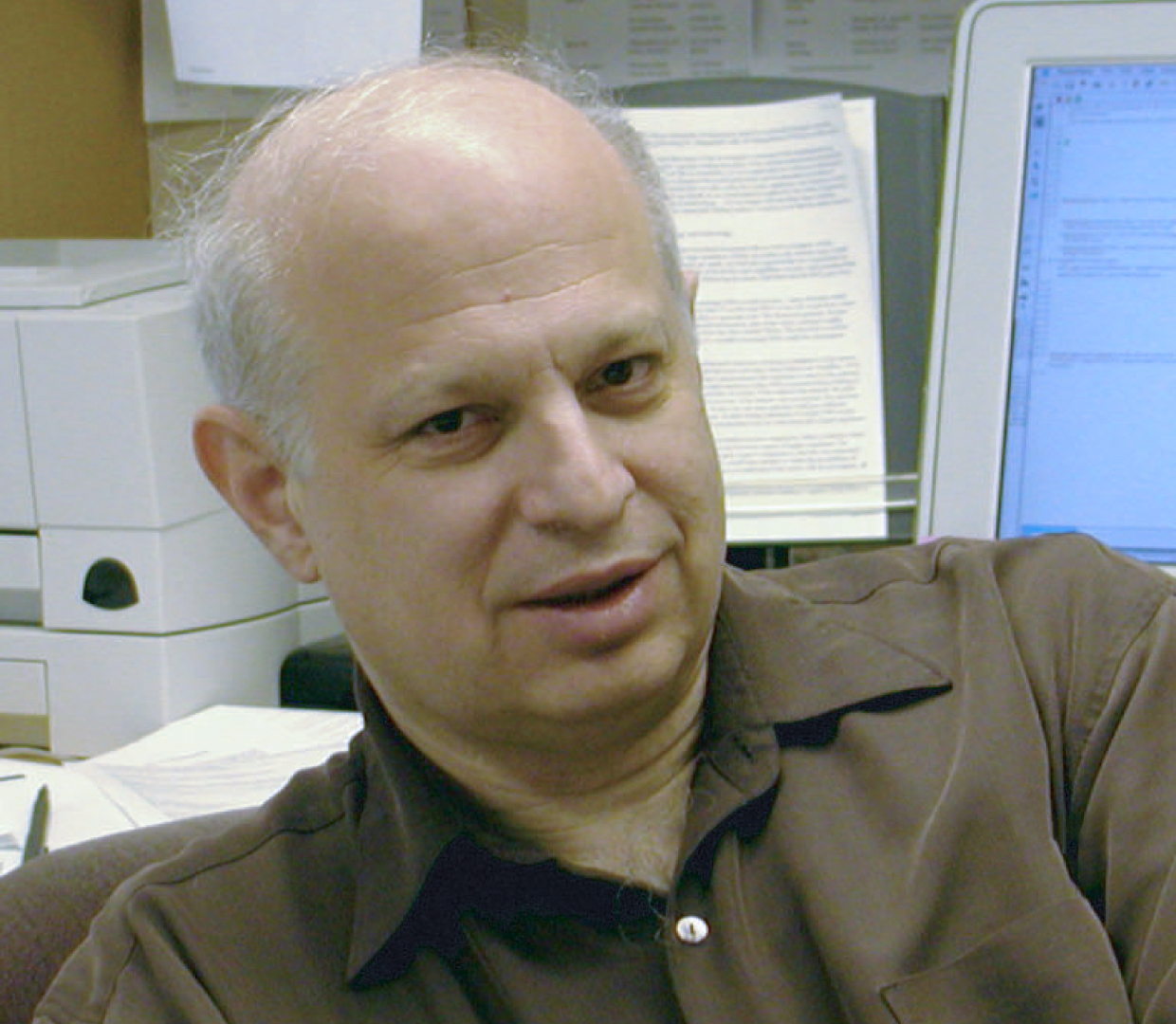
Marc Kirschner

Giáo sư Marc W. Kirschner (sinh 28 tháng 2 năm 1945) là nhà sinh học tế bào người Mỹ.

## Tiểu sử
Kirschner tốt nghiệp ở Northwestern University năm 1966: Năm 1971 ông đậu bằng tiến sĩ ở Đại học California tại Berkeley. Ông làm nghiên cứu hậu tiến sĩ ở "Đại học California tại Berkeley" và ở Đại học Oxford (Anh). Năm 1972, ông làm giáo sư phụ tá ở Đại học Princeton. Năm 1978 ông trở thành giáo sư ở Đại học California tại San Francisco. Năm 1993, ông chuyển sang Trường Y học Harvard thuộc Đại học Harvard.
Năm 1999, Kirschner được bầu làm hội viên nước ngoài của Royal Society và viện sĩ nước ngoài của Academia Europaea (Viện Hàn lâm châu Âu). Năm 2001 ông được thưởng giải William C. Rose, của Hội Hóa sinh và Sinh học Phân tử Hoa Kỳ. Cuối năm, ông lại đoạt Giải quốc tế Quỹ Gairdner. Tháng 12 năm 2003, Kirschner đoạt Huy chương Edmund B. Wilson, vinh dự khoa học cao nhất của Hội Sinh học tế bào Hoa Kỳ. Năm 2004 ông làm Trưởng phân ban Sinh học hệ thống ở Đại học Harvard.

## Tác phẩm
- chung với John Gerhart, Cells, Embryos, and Evolution: Toward a Cellular and Developmental Understanding of Phenotypic Variation and Evolutionary Adaptability (Blackwell's, 1997) ISBN 0-86542-574-4
- chung với John Gerhart, The Plausibility of Life: Resolving Darwin's Dilemma (Yale University Press 2005) ISBN 0-300-10865-6